# 大原亨
大原 亨（おおはら とおる、 1915年7月25日 - 1990年4月7日）は、日本の政治家。衆議院議員（11期、日本社会党）。

## 経歴
広島県豊田郡本郷町（現三原市）出身。1942年中央大学法学部卒。卒業後は読売新聞社に勤務する。戦後、小学校教員になり、広島県教職員組合委員長や日教組書記次長などを歴任。1952年の第25回衆議院議員総選挙に広島1区で左派社会党より立候補し落選。1955年の第27回衆議院議員総選挙でも落選した。1958年の第28回衆議院議員総選挙において日本社会党公認で立候補して当選。以後連続当選11回を数えた。
1975年2月に広島市長選に出馬し、落選している。
1990年1月の第39回衆議院議員総選挙に立候補せず、政界引退。直後の同年4月7日死去、74歳。死没日をもって勲一等旭日大綬章追贈、正三位に叙される。